# 一圓光彌
一圓 光彌（いちえん みつや、1943年2月18日 - ）は、日本の社会福祉学者、関西大学名誉教授。
高知県香美郡土佐山田町（現：香美市）生まれ。関西学院中等部、高等部を経て、1966年関西学院大学経済学部卒、1971年同大学院博士課程満期退学。1986年「イギリス社会保障論」で関西学院大学経済学博士。1969年同助手、1972年健康保険組合連合会社会保障研究室研究員、1978年国立公衆衛生院衛生行政学部主任研究官、1981年関西大学経済学部助教授、1985年教授、2007年政策創造学部教授、2010年退職し、名誉教授・特別契約教授となった。

## 著書
- 『イギリス社会保障論』光生館 1982
- 『自ら築く福祉 普遍的な社会保障をもとめて』大蔵省印刷局 1993
- 『社会保障論』誠信書房 社会福祉専門職ライブラリー 社会福祉士編 1997

### 共編著
- 『社会保障の制度と行財政』秋元美世,栃本一三郎,椋野美智子共編 有斐閣 社会福祉基礎シリーズ 2002
- 『福祉財政論 福祉政策の課題と将来構想』齊藤愼,山本栄一共編 有斐閣ブックス 2002
- 『医療保障論 現状・課題・展望』編著 光生館 2003
- 『社会保障論概説』編著 誠信書房 2009
- 『社会保障制度改革を考える 財政および生活保護,医療,介護の観点から』林宏昭共編著 石井吉春, 前川聡子,田畑雄紀,岩﨑利彦, 佐藤雅代,芝田文男著 中央経済社 2014

### 翻訳
- B.エイベル=スミス『医療保障の経済学』三友雅夫,炭谷茂共訳 保健同人社 1986
- J.C.キンケイド『イギリスにおける貧困と平等 社会保障と税制の研究』光生館 海外社会福祉選書 1987
- エリアス・モシアロス,ジョセフ・フィゲラス,ジョー・クーチン,アンナ・ディクソン編著『医療財源論 ヨーロッパの選択』監訳 光生館 2004
- ウィリアム・ベヴァリッジ『ベヴァリッジ報告 社会保険および関連サービス』監訳 森田慎二郎,百瀬優,岩永理恵, 田畑雄紀,吉田しおり訳 法律文化社 2014